# Шахін Бей
Шахін Бей (1877, Газіантеп, Алеппо — 28 березня 1920, Газіантеп) — турецький військовослужбовець, народний герой Туреччини, захисник міста Антеп.

## Біографія
Шахін Бей (чеченське ім'я Мухьаммад Саӏід) народився 1877 року в місті Антеп у сім'ї вихідців із Чечні. У 1899 році почав службу в армії, служив у Ємені. За відмінність у службі йому було присвоєно звання старшини. Брав участь у бойових діях у Траблусі. За мужність і героїзм був нагороджений і йому було надано звання лейтенанта.
1918 року був узятий англійцями в полон. У грудні 1919 року був звільнений і повернувся до Туреччини. Після повернення став військовим комендантом міста Урфа. Під час війни за незалежність Туреччини французи захопили Антеп. Шахін Бей вимагає від командування відправити його звільняти це місто. Йому було доручено контроль важливої дороги між містами Кіліс та Антеп.
26 березня 1920 року він зі своїм загоном напав на французькі війська, що залишили Кіліс і рухалися до Антепа. Бій почався з настання турків. Однак їх атака була відбита і турецькі солдати були кинуті тікати. Однак Шахіну все ж таки вдалося зупинити французів на мосту Ельмалі. 28 березня всіх захисників мосту було знищено і французи змогли увійти до Антепа.

## Пам'ять
На честь Шахіна було названо місто Шахінбей, що в даний час є частиною міста Газіантеп.